# IM Motors
IM Motors (китайский: 智己汽车, Zhiji Motors) — совместное предприятие по производству электромобилей китайского производителя автомобилей SAIC Motor и китайских технологических компаний Zhangjiang Hi-Tech и Alibaba Group.

## Этимология
Английское название компании IM означает «Intelligence in Motion» (Интеллект в Движении).  Его китайское название — Zhiji Motors (智己汽车).

## История
Совместное предприятие IM Motors SAIC Motor, Alibaba Group и Zhangjiang Hi-Tech было создано в декабре 2020 года, а 3D-рендеринг будущего седана компании, призванного составить конкуренцию Tesla Model S, был представлен позже в январе 2021 года.
Динамично развивающаяся отрасль в Китае, так называемые автомобили на новой энергии, отличаются высокопроизводительными и мощными системами привода.
В апреле 2021 года на автосалоне в Шанхае компания IM Motors представила три автомобиля;  прототип электрического представительского автомобиля L7, а также два концепта: среднеразмерный внедорожник LS7 и Airo, разработанный английским дизайнером Томасом Хизервиком.
В июле 2023 года Audi и SAIC Motor объявили о своем партнерстве, согласно которому платформа электромобилей от IM Motors будет внедрена в электрические модели Audi.

## Модельный ряд
- IM L7 (с 2022), электрический седан
- IM LS7 (с 2023), электрический SUV
- IM LS6 (с 2023), электрический SUV
- IM L6 (с 2024), электрический седан

- IM LS7
- IM L7
- IM LS6
- IM L6

## Концепт-кары
- Airo (2021, Автосалон в Шанхае), концепт разработанный Томасом Хизервиком.
- LS7 Concept (2021, Автосалон в Шанхае), концепт модели LS7

- IM Airo Concept
- IM LS7 Concept